# Halunke
Ein Halunke ist ein Gauner, Spitzbube oder Betrüger. Das Wort entstand wahrscheinlich im 16. Jahrhundert durch Mischung zweier voneinander unabhängiger Entlehnungen aus slawischen Sprachen und hielt im 17. und 18. Jahrhundert Einzug in die Literatur.

## Etymologie
Das Wort Halunke geht auf zwei Bezeichnungen zurück, die beide slawischen Sprachen entlehnt wurden. Das schlesische holomken, womit in der Mitte des 15. Jahrhunderts die Diener bezeichnet wurden, ist von dem alttschechischen Wort holomek für einen jungen Mann, einen Diener, aber auch einen Henkersknecht, Gauner und Betrüger abgeleitet. Das ostmitteldeutsche Holunke bezeichnet einen Stadtdiener, Boten und Heideläufer und leitet sich aus dem obersorbischen holank für einen Bewohner der Heide (hola) ab. Die Grundbedeutung war in beiden Fällen „kahl, nackt, bloß“ (holy), tschechisch (holý), eine Eigenschaft, die sich einerseits auf den unbehaarten Hodensack eines unreifen Mannes, andererseits auf die karge Heidelandschaft bezog. Jedoch wohl aus holomudec, eigentlich „Bartloser“ entlehnt.

## Sonstiges
Robert Moritz (Halloren-Geschichten, 1904) sprach von Hallensern, Halloren und Halunken, was zur heutigen Kategorisierung der Einwohner von Halle an der Saale geführt hat. Dabei sind Hallenser in Halle geboren, Halloren alteingesessene Hallenser, die Mitglieder der Bruderschaft der Salzwirker sind, und Halunken alle Zugezogenen. Um eine Abgrenzung von sonstigen Halunken optisch im Schriftbild sichtbar zu machen, werden die nach Halle Zugezogenen häufig Hallunken geschrieben.

## Trivia
Der Schauspieler Jürgen Vogel hat sich das Wort Halunke auf seinen Arm tätowieren lassen. Zur Begründung sagte er: „Halunke ist ein tolles Wort, das vom Aussterben bedroht ist, und ich sah mich in der Pflicht, das zu verhindern.“